# Julija Witaljewna Dolgorukowa

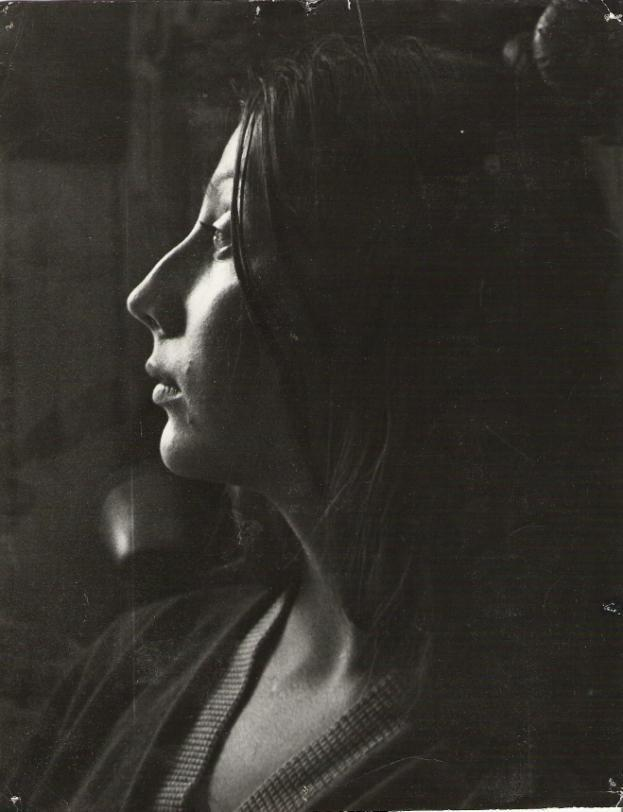
Julija Dolgorukowa

Julija Witaljewna Dolgorukowa (Schudro) (russisch Юлия Витальевна Долгорукова (Жудро), wiss. Transliteration Julija Vital'evna Dolgorukova; * 21. Februar 1962 in Moskau) ist eine sowjetische und russische Malerin und Designerin. Sie ist Mitglied der Moskauer Künstlerunion (MkB) und des Schöpferischen Bündnisses der Maler Russlands (SBMR).

## Leben und Werk
Julija Dolgorukowa wurde in Moskau geboren. Sie absolvierte eine Ausbildung zur Formgestalterin an der Moskauer Kunstschule. Anschließend besuchte sie Kurse am Moskauer Polygraphischen Institut bei D. Bisti und A. Zedrik. In den 1990er Jahren besuchte sie Vorlesungen und die Meisterklassen von Michael Lesehr in der Stuttgarter Akademie der bildenden Künste.
Neben der Grafik, malt sie  spätimpressionistische Landschaftsbilder und Stillleben sowie Theaterdekorationen, beschäftigt sich aber auch mit Modedesign und Innenausstattung. Sie wurde 1981 in die Jugendsektion der Moskauer Künstlerunion übernommen, deren Mitglied sie 1997 ist. Seit 1991 gehört sie auch dem Schöpferischen Bündnis der Maler Russlands an. Sie  ist seit 1991 mit Igor Iwanowitsch Manko verheiratet.

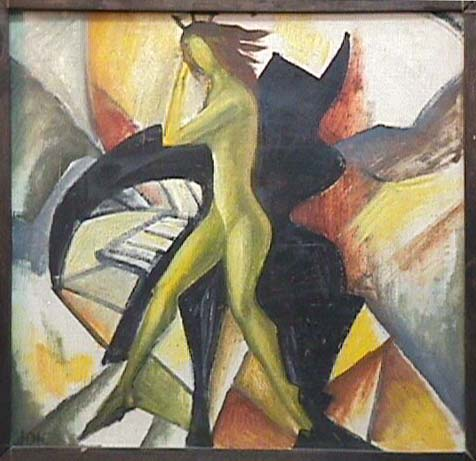
Bild aus der Serie "Der Meister und Margarita

Dolgorukukowa schuf eine Serie von Bildern nach dem Roman Der Meister und Margarita von Michail Bulgakow.
Seit 1981 nahm die Malerin an mehr als 60 Einzel- und Gruppenausstellungen teil.

## Ausstellungen
Personalausstellungen fanden statt in Moskau (1986, 1993, 1995, 1999, 2000, 2004, 2005, 2006, 2008), Stuttgart (1990, 1991), Herrenberg (1992), Kaluga (1993), Tarusa (1994, 2001), Kostroma (1994), Marmaris (1999), Alexandrow (2002), Malojaroslawets (2003), den Scharm El-Scheich (2005), Mikkeli (Finnland, 2007), Alanya (Türkei, 2009), Paris (2010), Cannes (2010).
Gemälde von Julija Dolgorukowa befinden sich in russischen Museen sowie in deutschen, US-amerikanischen, Schweizer, französischen u. a. Privatsammlungen.